# Episodi di Friends (ottava stagione)
L'ottava stagione della sitcom Friends, composta da ventiquattro episodi, è andata in onda negli Stati Uniti dal 27 settembre 2001 al 16 maggio 2002 sul canale NBC.
In Italia è invece stata trasmessa dal 15 gennaio al 9 aprile 2003 su Rai 2 in tarda serata.
| nº | Titolo originale                              | Titolo italiano                  | Prima TV USA      | Prima TV Italia  |
| -- | --------------------------------------------- | -------------------------------- | ----------------- | ---------------- |
| 1  | The One After I Do                            | Chi è il padre?                  | 27 settembre 2001 | 15 gennaio 2003  |
| 2  | The One with the Red Sweater                  | La maglietta rossa               | 4 ottobre 2001    | 15 gennaio 2003  |
| 3  | The One Where Rachel Tells...                 | La confessione                   | 11 ottobre 2001   | 22 gennaio 2003  |
| 4  | The One with the Videotape                    | Accadde quella sera...           | 18 ottobre 2001   | 22 gennaio 2003  |
| 5  | The One with Rachel's Date                    | Sedotto e licenziato             | 25 ottobre 2001   | 29 gennaio 2003  |
| 6  | The One with the Halloween Party              | La festa di Halloween            | 1º novembre 2001  | 29 gennaio 2003  |
| 7  | The One with the Stain                        | La casa ideale                   | 8 novembre 2001   | 5 febbraio 2003  |
| 8  | The One with the Stripper                     | La spogliarellista               | 15 novembre 2001  | 5 febbraio 2003  |
| 9  | The One with the Rumor                        | Il club segreto                  | 22 novembre 2001  | 12 febbraio 2003 |
| 10 | The One with Monica's Boots                   | Gli stivali di Monica            | 6 dicembre 2001   | 12 febbraio 2003 |
| 11 | The One with Ross's Step Forward              | Cartoline d'auguri               | 13 dicembre 2001  | 19 febbraio 2003 |
| 12 | The One Where Joey Dates Rachel               | Strategie d'amore                | 10 gennaio 2002   | 19 febbraio 2003 |
| 13 | The One Where Chandler Takes a Bath           | Un bagno rilassante              | 17 gennaio 2002   | 26 febbraio 2003 |
| 14 | The One with the Secret Closet                | Il padre putativo                | 31 gennaio 2002   | 26 febbraio 2003 |
| 15 | The One with the Birthing Video               | Un video scottante               | 7 febbraio 2002   | 12 marzo 2003    |
| 16 | The One Where Joey Tells Rachel               | L'anima gemella                  | 28 febbraio 2002  | 12 marzo 2003    |
| 17 | The One with the Tea Leaves                   | Un problema da risolvere         | 7 marzo 2002      | 19 marzo 2003    |
| 18 | The One in Massapequa                         | Invito a Massapequa              | 28 marzo 2002     | 19 marzo 2003    |
| 19 | The One with Joey's Interview                 | L'intervista                     | 4 aprile 2002     | 26 marzo 2003    |
| 20 | The One with the Baby Shower                  | Madre e figlia                   | 25 aprile 2002    | 26 marzo 2003    |
| 21 | The One with the Cooking Class                | A scuola di cucina               | 2 maggio 2002     | 2 aprile 2003    |
| 22 | The One Where Rachel is Late                  | Le scommesse di Monica           | 9 maggio 2002     | 2 aprile 2003    |
| 23 | The One Where Rachel Has a Baby (I e II Part) | Tutti all'ospedale (1 e 2 parte) | 16 maggio 2002    | 9 aprile 2003    |
| 24 | The One Where Rachel Has a Baby (I e II Part) | Tutti all'ospedale (1 e 2 parte) | 16 maggio 2002    | 9 aprile 2003    |

## Chi è il padre?
- Titolo originale: The One After I Do
- Diretto da: Kevin S. Bright
- Scritto da: David Crane e Marta Kauffman

### Trama
Monica e Chandler si sono sposati e non è Monica ad essere incinta, come tutti pensano, bensì Rachel. Alle foto prima del ricevimento Phoebe è la prima a scoprire che l'amica è incinta e davanti agli amici dice che lei stessa aspetta un bambino da James Brolin, marito di Barbara Streisand. Ross alla festa incontra Mona, una collega di lavoro di Monica, e tra i due sembra esserci già qualcosa. Joey cerca di avere un lavoro a Broadway tramite l'accompagnatore della madre di Chandler. Phoebe continua a porre domande a Rachel sul bambino e sul padre, ma l'amica non vuole parlarne. Quando Monica discute con Rachel dell'accaduto, vedendo l'amica che rifiuta un bicchiere di champagne capisce tutto e le chiede di rifare il test di gravidanza. Il test è positivo e Rachel decide di tenere il bambino che sta aspettando.
- Nota. L'episodio, trasmesso negli USA il 27 settembre 2001, è dedicato agli abitanti di New York che stanno vivendo le conseguenze degli attentati dell'11 settembre 2001.

## La maglietta rossa
- Titolo originale: The One with the Red Sweater
- Diretto da: David Schwimmer
- Scritto da: Dana Klein Borkow

### Trama
Dopo il matrimonio, Monica scontenta di essere solo una sposa come tutte le altre, manda Chandler a prendere le macchine fotografiche degli invitati per vedere le foto del matrimonio. Rachel non vuole rivelare ancora chi è il padre e Monica e Phoebe scommettono sulla sua identità. Quando Joey sente che c'è qualcosa di strano tra le ragazze Phoebe dice di essere incinta e l'uomo le chiede di sposarlo per non lasciarla vivere da madre single. Monica gli rivela che Rachel è incinta. Joey però ricorda che sei settimane prima Rachel aveva avuto un'avventura con un ragazzo e quest'ultimo aveva dimenticato la sua maglietta rossa a casa della ragazza. Phoebe crede che il padre sia Tag, l'ex di Rachel, ma quando lei confessa di essere incinta l'uomo fugge via. Joey a questo punto chiede a Rachel di sposarlo, ma lei non accetta e rivela di voler crescere il figlio da sola. Monica intanto non riesce a controllarsi e scarta tutti i regali di nozze. Quando Chandler torna a casa con delle foto che aveva scattato il giorno stesso perché non trovava più le originali, i due sono alla pari. All'uscita Ross prende la maglietta rossa appoggiata sul tavolino e tutti capiscono che lui è il padre.
● Guest Star: Eddie Cahill (Tag)

## La confessione
- Titolo originale: The One Where Rachel Tells...
- Diretto da: Sheldon Epps
- Scritto da: Sherry Bilsing e Ellen Plummer

### Trama
Chandler e Monica si apprestano a partire per la luna di miele e Rachel decide di confessare a Ross di essere incinta. Partiti gli sposi, Phoebe e Joey vogliono entrare in casa di Monica, ma non hanno le chiavi; allora decidono di buttare giù la porta dicendo che dall'appartamento proviene una fuga di gas. I due sposi in viaggio di nozze sono infastiditi da una coppia che ruba loro i posti in prima classe sull'aereo e la suite nuziale in albergo. Quando Rachel va da Ross egli crede che lei voglia rimettersi con lui dopo la notte di sesso del mese prima, ma quando la donna dice di essere incinta Ross ha una delle sue reazioni clamorose. La donna va a fare l'ecografia e la raggiunge pure Ross che chiede se si debbano sposare, ma Rachel dice che non devono farlo se non sono innamorati e cominciano a discutere; però, al momento dell'ecografia, i due si stringono per mano.

## Accadde quella sera...
- Titolo originale: The One with the Videotape
- Diretto da: Kevin S. Bright
- Scritto da: Scott Silveri

### Trama
Monica e Chandler tornano dalla luna di miele e raccontano agli amici, Phoebe e Joey, di aver conosciuto una spettacolare coppia sposata che vogliono subito incontrare, ma chiamando il numero dato loro scoprono che è inesistente. Joey e Phoebe rivelano loro che i due gli hanno dato un numero di telefono falso per non farsi raggiungere. Ross e Rachel discutono su chi sia stato a sedurre per primo l'altro sei settimane prima, la notte in cui fecero sesso; da un video che l'uomo ha accidentalmente registrato si scopre che è stata Rachel, con l'utilizzo di una storia molto romantica, che ha portato Ross a prendere l'iniziativa e baciare la ragazza per primo. Tale storia Ross la conosceva già, poiché Joey l'aveva inventata e raccontata a lui per aiutarlo a fare colpo sulle donne, permettendo a Ross di capire quali fossero le intenzioni di Rachel. Quest'ultima, incredula, chiede agli amici come mai anche loro fossero a conoscenza di quella storia considerando che le fu raccontata da un'amica, Irene, ottenendo la risposta di Joey che le rivela di essere stato lui a narrarla alla ragazza.

## Sedotto e licenziato
- Titolo originale: The One with Rachel's Date
- Diretto da: Gary Halvorson
- Scritto da: Brian Buckner e Sebastian Jones

### Trama
Monica presenta a Phoebe un ragazzo, Tim, con il quale lei esce subito. Quando scopre che è un tipo molto gentile e sdolcinato, decide di lasciarlo. Monica vorrebbe licenziarlo e quindi le due fanno a gara a chi glielo dirà per prima. Ross conosce Bob che lavora nel palazzo di Chandler, ma scopre presto che l'amico viene chiamato Toby da Bob da ben cinque anni. Quando poi Chandler dice di non volere che Bob lavori con lui, l'uomo lo cerca per spaccargli la faccia, ma non sa che Toby è in realtà l'uomo che sta cercando. Joey organizza un appuntamento a Rachel con un suo collega, ma quando Ross lo viene a sapere è molto preoccupato per il bambino. Alla fine della serata Rachel ha commesso l'errore di rivelare all'uomo con cui è uscita di essere incinta e ritrova per strada Ross; lei pensa che ci possa essere ancora qualcosa tra i due, ma la sensazione svanisce quando lo vede al Central park flirtare con Mona, la ragazza conosciuta al matrimonio.
- Nota: l'episodio è dedicato a Richard Lewis Cox, padre di Courteney Cox, scomparso in quell'anno.

- Guest Star: Bonnie Somerville (Mona)

## La festa di Halloween
- Titolo originale: The One with the Halloween Party
- Diretto da: Gary Halvorson
- Scritto da: Mark J. Kunerth

### Trama
Phoebe scopre che sua sorella gemella Ursula sta per sposarsi ed invita lei ed Eric, lo sposo, alla festa di Halloween di Monica e Chandler. Alla festa Phoebe incontra Eric e, dai suoi racconti riguardanti Ursula, capisce che la gemella ha raccontato solo bugie sul suo conto. Non potendo accettare che Eric sposi la sorella credendola quello che non è, Phoebe gli rivela tutta la verità. Monica e Joey discutono su chi sia più forte tra Ross e Chandler, e Rachel, indossando un vestito che per colpa della gravidanza non potrà più mettere, inizia a sentire gli istinti materni: consegna ai bambini tutti i dolcetti di Monica e inizia a firmare assegni quando i dolci finiscono. I due ragazzi si sfidano a una gara di braccio di ferro. Chandler, vestito da coniglio rosa, accetta di perdere per lasciare che Ross faccia colpo su Mona.
- Guest Star: Sean Penn (Eric), Bonnie Somerville (Mona), Emily Osment (bambina)

## La casa ideale
- Titolo originale: The One with the Stain
- Diretto da: Kevin Bright
- Scritto da: R. Lee Fleming Jr.

### Trama
Chandler assume una domestica, ma Monica è sospettosa perché crede che questa le abbia rubato un paio di jeans. Dopo diversi equivoci, nati per accertarsi che i jeans di Brenda siano davvero i suoi, Monica si rende conto che era stata Rachel a prendere i pantaloni, ma ormai la domestica se n'è andata. Phoebe ed Eric iniziano a uscire insieme, ma il ragazzo non riesce a distinguerla da Ursula e i due sono costretti a interrompere la loro relazione. Rachel vuole cambiare casa e Ross cerca di aiutarla a prendere un appartamento nel suo palazzo dove abita una vecchia signora in fin di vita. Ma quando finalmente la casa è libera, Rachel ha cambiato idea: Joey le ha costruito una culla in un angolo del salotto.
- Note : l'episodio è dedicato a Pearl Harmon, bisnonna di Matt LeBlanc, scomparsa il 26 ottobre 2001.

## La spogliarellista
- Titolo originale: The One with the Stripper
- Diretto da: David Schwimmer
- Scritto da: Ted Cohen e Andrew Reich

### Trama
Rachel deve cenare con il padre per dirgli di essere incinta, ma ha molta paura della sua reazione e chiede sostegno morale a Phoebe durante la cena. È Phoebe a dire che Rachel è incinta e che il padre è Ross. Il dottor Green, scoprendo che i due non intendono sposarsi, fa una scenata a Ross davanti a un'ignara Mona. La ragazza però, dopo aver parlato con Ross e Rachel, si convince a rimanere ancora con Ross. Grazie a Phoebe, Chandler scopre che all'addio al nubilato di Monica c'era uno spogliarellista e Monica, sentendosi in colpa, vuole rimediare. Procura a Chandler una spogliarellista che si scopre essere poi una prostituta.

## Il club segreto
- Titolo originale: The One with the Rumor
- Diretto da: Gary Halvorson
- Scritto da: Shana Goldberg-Meehan

### Trama
Monica invita un amico del liceo, Will, alla cena del giorno del Ringraziamento. Quest'ultimo detesta Rachel perché, proprio come Monica, anche lui era obeso al liceo e Rachel lo derideva spesso. Rachel scopre che Will e Ross avevano creato un club di persone che odiavano Rachel, e avevano messo in giro un pettegolezzo su Rachel, che aveva parti sessuali sia femminili che maschili. Joey cerca di mangiare un tacchino intero visto che lui "è un Tribbiani". Phoebe e Chandler fanno finta di essere interessati a una partita per non dover aiutare Monica con i preparativi della cena.
- Guest Star: Brad Pitt (Will)
- Nota. All'epoca Brad Pitt e Jennifer Aniston erano sposati.

## Gli stivali di Monica
- Titolo originale: The One with Monica's Boots
- Diretto da: Kevin S. Bright
- Scritto da: Robert Carlock

### Trama
Monica compra degli stivali molto costosi e promette a Chandler di indossarli tutto il tempo. Dopo qualche giorno cominciano a farle male i piedi perché sono scomodissimi, ma non ha il coraggio di dirlo a Chandler. La sorella più piccola di Joey, Dina, è incinta e va da Rachel per chiederle consiglio. Phoebe scopre che il figlio di Sting è nella classe di Ben, quindi va a casa della moglie facendo finta di voler parlare del rapporto tra i bambini a scuola per avere dei biglietti gratis per il concerto di Sting.
- Guest Star: Marla Sokoloff (Dina), Trudie Styler (sé stessa)

## Cartoline d'auguri
- Titolo originale: The One with Ross's Step Forward
- Diretto da: Gary Halvorson
- Scritto da: Robert Carlock

### Trama
Ross va fuori di testa quando Mona gli chiede di mandare le cartoline d'auguri natalizi insieme e finisce per darle le chiavi di casa sua, anche se non vuole. Chandler prova a evitare le uscite con il suo capo e finisce per dirgli che lui e Monica si sono separati. Rachel ha problemi di ormoni dovuti alla gravidanza ed è tutto il tempo eccitata.
● Guest Star: Bonnie Somerville (Mona)

## Strategie d'amore
- Titolo originale: The One Where Joey Dates Rachel
- Diretto da: David Schwimmer
- Scritto da: Sherry Bilsing-Graham e Ellen Plummer

### Trama
Ora che Rachel non può uscire con nessuno a causa della gravidanza, Joey decide di avere un appuntamento con lei, e subito si rende conto del fatto che Rachel sta cominciando a piacergli e la cosa lo spaventa molto. Phoebe regala a Monica e Chandler il gioco di Ms. Pac-Man; dopo che Phoebe e Monica lasciano libero il gioco, Chandler comincia ad esercitarsi e diventa il migliore giocando e mettendo come nomi nei punteggi parole volgari. Monica cerca di battere i record di Chandler in modo da far sparire le iniziali perché Ben doveva andare da loro per giocarci. Ross è incaricato di fare delle lezioni a degli studenti di un corso avanzato che però è tenuto in un edificio dall'altra parte della città, e soltanto dieci minuti dopo le sue regolari lezioni, quindi prova a trovare diversi stratagemmi per arrivare in tempo.

## Un bagno rilassante
- Titolo originale: The One Where Chandler Takes a Bath
- Diretto da: Ben Weiss
- Scritto da: Vanessa McCarthy

### Trama
Monica convince Chandler a fare un bagno rilassante e lui ne diventa dipendente. Monica e Chandler pensano che la persona che piace a Joey sia Phoebe; Phoebe va a parlare con lui scoprendo che in realtà a Joey piace Rachel. Ross e Rachel discutono a proposito del nome da dare al bambino e scoprono che sarà una femmina.

## Il padre putativo
- Titolo originale: The One with the Secret Closet
- Diretto da: Kevin S. Bright
- Scritto da: Brian Buckner e Sebastian Jones

### Trama
Chandler vuole scoprire cosa c'è nel ripostiglio che Monica tiene chiuso a chiave. Phoebe si sente tradita quando scopre che Monica si fa fare massaggi da un'altra persona. Ross si sente tagliato fuori quando scopre di essersi perso la prima volta che la bambina calciava e quando Joey viene preso per il padre all'ospedale. Joey sentendosi in colpa per la situazione suggerisce che Rachel dovrebbe trasferirsi da Ross. Chandler scopre che il ripostiglio è molto disordinato e per questo Monica non voleva che lo vedesse. Phoebe chiede a Monica di darle una opportunità e farsi fare un massaggio, ma la situazione diventa imbarazzante a causa dei versi che Monica emette mentre la massaggiano.

## Un video scottante
- Titolo originale: The One with the Birthing Video
- Diretto da: Kevin S. Bright
- Scritto da: Dana Klein Borkow

### Trama
Phoebe dà a Rachel il video di una sua amica che sta partorendo. Chandler confonde la cassetta con un video porno, la guarda con Monica e rimangono entrambi traumatizzati. Mona scopre che Rachel si è trasferita da Ross senza che sia stato lui stesso a dirglielo e decide di lasciarlo. Joey è depresso e decide finalmente di dire a Ross che prova qualcosa per Rachel.

## L'anima gemella
- Titolo originale: The One Where Joey Tells Rachel
- Diretto da: Ben Weiss
- Scritto da: Andrew Reich e Ted Cohen

### Trama
Phoebe esce con un ragazzo e ben presto scopre che potrebbe essere l'uomo ideale per Monica. Nonostante Chandler disapprovi, la ragazza lo fa conoscere all'amica. Nel frattempo Joey, dopo aver parlato e aver chiarito tutto con Ross, decide di confessare i propri sentimenti a Rachel. Purtroppo lei pensa sia uno scherzo e alla fine si mette a piangere.

## Un problema da risolvere
- Titolo originale: The One with the Tea Leaves
- Diretto da: Gary Halvorson
- Scritto da: R. Lee Fleming Jr.

### Trama
Phoebe legge le foglie di tè e scopre che presto conoscerà l'uomo dei suoi sogni. Rachel dice a Joey di avere un problema assurdo al lavoro per avere una scusa per parlare con lui. Ross si intrufola nell'appartamento di Mona per recuperare la sua camicia color salmone.
● Guest Star: Bonnie Somerville (Mona)

## Invito a Massapequa
- Titolo originale: The One in Massapequa
- Diretto da: Gary Halvorson
- Scritto da: Peter Tibbals

### Trama
Monica scrive un discorso per la festa dei 35 anni di matrimonio dei suoi genitori: il suo intento è quello di farli commuovere, ma alla fine loro preferiscono il discorso di Ross, come sempre. Phoebe porta alla festa il suo nuovo fidanzato, che è entusiasta per ogni singola cosa che accade. Ross e Rachel fanno finta di essere sposati perché i genitori di Ross hanno detto a tutti che era cosi. Mentre Phoebe deve sopportare l'eccentrico Parker, Ross e Rachel iniziano a inventare episodi sul loro fidanzamento e matrimonio, prendendoci gusto; alla domanda di come Ross abbia chiesto a Rachel di sposarlo lui risponde in maniera dettagliata. Tornati poi a casa Rachel chiede poi a Ross se si era inventato tutto, scoprendo invece che lui aveva in mente quella proposta quando stavano insieme e che così avrebbe voluto chiederle di sposarlo.
- Guest Star: Alec Baldwin (Parker), Elliott Gould (Jack Geller), Christina Pickles (Judy Geller)

## L'intervista
- Titolo originale: The One with Joey's Interview
- Diretto da: Gary Halvorson
- Scritto da: Doty Abrams

### Trama
Joey si prepara per essere intervistato da Shelley, giornalista di una rivista di soap opera, ma ha paura di dire qualcosa di stupido che possa mettere a repentaglio la sua carriera come attore, visto che dopo l'ultima volta avevano ucciso il suo personaggio proprio a causa delle cose che aveva dichiarato in una intervista. Quindi chiede ai suoi amici di essere presenti durante l'intervista e fare in modo che non dica niente di stupido.
- Guest Star: Sasha Alexander (Shelley)

## Madre e figlia
- Titolo originale: The One with the Baby Shower
- Diretto da: Kevin S. Bright
- Scritto da: Sherry Bilsing-Graham e Ellen Plummer

### Trama
Monica e Phoebe preparano a Rachel una festa per l'arrivo della bambina, ma si scordano di invitare la madre di Rachel. Durante la festa Monica cerca disperatamente di farsi perdonare da Sandra, senza risultati. Rachel si rende conto che non ha la più minima idea di come prendersi cura di un neonato e decide di accettare l'offerta di sua madre di restare con loro per le prime otto settimane; alla fine, Ross riesce a convincere Sandra che non sarà necessario. Joey fa pratica con Ross e Chandler per presentare un nuovo concorso televisivo dove lui sarà ospite.
● Guest Star: Marlo Thomas (Sandra Green)

## A scuola di cucina
- Titolo originale: The One with the Cooking Class
- Diretto da: Gary Halvorson
- Scritto da: Dana Klein Borkow

### Trama
Un critico culinario scrive una recensione negativa sul ristorante di Monica. Dopo essere andata dal critico per farlo ricredere sulla sua cucina, Monica e Joey restano per una lezione di cucina per principianti. Rachel si ingelosisce quando Ross conosce una ragazza al negozio di giocattoli per bambini e, dopo l'uscita di questi, lei gli chiede di non uscire più con altre donne in quanto lei è alle fasi finali della gravidanza. Ross accetta senza battere ciglio. Phoebe aiuta Chandler a prepararsi per un colloquio di lavoro, facendogli capire che è meglio che eviti di fare le sue solite battute se vuole ottenere il posto.

## Le scommesse di Monica
- Titolo originale: The One Rachel is Late
- Diretto da: Gary Halvorson
- Scritto da: Shana Goldberg-Meehan

### Trama
Rachel si sente pronta per il parto e Monica e Phoebe scommettono quando avverrà. Intanto Rachel stanca chiede alla ginecologa un modo per partorire e lei risponde che il modo più efficace è un rapporto sessuale. Infine Ross e Rachel stanno per iniziare quando a Rachel si rompono le acque.

## Tutti all'ospedale (1ª parte)
- Titolo originale: The One Where Rachel Has a Baby (Part I)
- Diretto da: Kevin S. Bright
- Scritto da: Scott Silveri

### Trama
Ross e Rachel vanno in ospedale perché finalmente Rachel sta per partorire. La madre di Ross gli dà l'anello di fidanzamento che apparteneva a sua nonna, in caso Ross cambiasse idea su Rachel. Monica, per fare uno scherzo a Chandler, gli dice di voler avere un bambino, aspettandosi che si spaventi e si agiti, ma quest’ultimo invece non solo si dichiara d’accordo, ma rivela anche che da diverso tempo stava accarezzando quest’idea e che pensa che siano entrambi pronti a diventare genitori, suscitando lo shock della moglie. Poco dopo Monica e Chandler ne parlano ancora e decidono di avere un bambino.
● Guest Star: Maggie Wheeler (Janice)

## Tutti all'ospedale (2ª parte)
- Titolo originale: The One Where Rachel Has a Baby (Part II)
- Diretto da: Kevin S. Bright
- Scritto da: Marta Kauffman e David Crane

### Trama
Dopo 21 ore di travaglio Rachel partorisce la bambina e, su suggerimento di Monica, la chiama Emma. Phoebe conosce un ragazzo all'ospedale. Rachel si sente triste e sola dopo che Janice, che aveva partorito prima di lei, le rammenta che Ross non sarà sempre vicino a lei e che si allontanerà totalmente da Rachel quando troverà la donna ideale; capisce così che potrebbe crescere da sola la piccola Emma. Nel frattempo Ross, dopo aver discusso con Phoebe sulla sua situazione, decide di ripristinare la relazione tra lui e Rachel.
Joey, nel cercare dei fazzoletti per consolare Rachel, fa cadere l'anello di fidanzamento e, quando si inginocchia per prenderlo, Rachel pensa che le stia proponendo di sposarlo e accetta.
● Guest Star: Maggie Wheeler (Janice)